# STS-41-D
STS-41-D (ang. Space Transportation System) – pierwsza misja wahadłowca kosmicznego Discovery i dwunasta programu lotów wahadłowców.

## Załoga[1]
- Henry Hartsfield, Jr. (2)*, dowódca
- Michael Coats (1), pilot
- Judith Resnik (1), specjalista misji 1
- Steven Hawley (1), specjalista misji 2
- Richard „Mike” Mullane (1), specjalista misji 3
- Charles Walker (1), specjalista ładunku 1

* (liczba w nawiasie oznacza liczbę lotów odbytych przez każdego z astronautów)

## Parametry misji
- Masa: 
  - startowa orbitera: 119 511 kg
  - lądującego orbitera: 91 476 kg
  - ładunku: 21 552 kg
- Perygeum: 346 km
- Apogeum: 354 km
- Inklinacja: 28,5°
- Okres orbitalny: 90,6 min

## Misja[2]
Po trzech próbach startu, przerwanych wskutek usterek, pomyślny start Discovery nastąpił 30 sierpnia 1984. Była to pierwsza misja trzeciego po Columbii i Challengerze wahadłowca. Na orbitę zabrano 24 tony ładunku. Oprócz przetestowania nowej konstrukcji wahadłowiec wyniósł na orbitę także trzy satelity:
- telekomunikacyjnego SBS-D dla łączności prywatnej (skonstruowanego przez firmę McDonnell Douglas),
- wojskowego LEASAT/SYNCOM 2,
- łącznościowego Telstar 3C, który został skierowany na orbitę geostacjonarną.

Podczas misji przeprowadzono także eksperyment z prototypem dużego żagla słonecznego (OAST 1), który po rozłożeniu miał szerokość cztery metry i długość 31 metrów. Na pokładzie przeprowadzono także eksperymenty z wykorzystaniem żywych komórek i kryształów. Astronauta Walker zajmował się produkcją lekarstw w warunkach mikrograwitacji. Cała misja była filmowana za pomocą kamery IMAX, a z nakręconego materiału powstał film fabularny.